# Mercy (sång)
"Mercy" är en låt av den walesiska sångerskan Duffy från hennes debutalbum Rockferry. Låten blev först tillgänglig som digital nedladdning den 11 februari 2008 och släpptes som fysisk singel den 25 samma månad.
Enligt Duffy själv är låten självbiografisk och handlar om "sexuell frihet" och "att inte göra något som någon annan vill att du ska göra".

## Låtlista
Digital download

(Released 11 februari 2008)
1. "Mercy" [Single Version]

UK CD-singel

(1761794; Released 25 februari 2008)
1. "Mercy" [Single Version]
2. "Tomorrow"

UK 7" vinylsingel

(1761782; Released 25 februari 2008)
1. "Mercy" [Single Version]
2. "Save It for Your Prayers"

Australisk CD-singel

(1764278; Released 7 mars 2008)
1. "Mercy" [Single Version]
2. "Tomorrow"
3. "Oh Boy"
4. "Save It for Your Prayers"
5. "Mercy" music video

## Fotnoter
1. ↑  MTV Buzzworthy blog Arkiverad 13 januari 2009 hämtat från the Wayback Machine.